# Anderson Ferreira da Silva
Anderson Ferreira da Silva, mais conhecido como Pará (Capanema, 23 de agosto de 1995), é um futebolista brasileiro que atua como lateral-esquerdo. Atualmente joga no São Bernardo.

## Carreira

### Cruzeiro
Em 2 de fevereiro de 2015 foi contratado pelo Cruzeiro. Destaque do Bahia no Brasileirão, o jogador teve 50% dos seus direitos federativos vendidos pelo Bahia ao Cruzeiro por cerca de R$ 500 mil e assinou o contrato por quatro anos. Fez sua estreia diante do Tupi, pelo Campeonato Mineiro.

### Guarani
No dia 16 de maio de 2018, assinou com o Guarani para a disputa da Série B.

### Botafogo-SP
Em janeiro de 2019 foi anunciado como reforço do Botafogo-SP.

## Títulos
Bahia
- Campeonato Baiano: 2014

Seleção Brasileira Sub-20
- Torneio Internacional de COTIF: 2014

Atlético Paranaense
- Campeonato Paranaense: 2016

América Mineiro
- Campeonato Brasileiro - Série B: 2017

Mirassol
- Campeonato Brasileiro - Série C: 2022